# William Forbes
William Forbes, conocido como Willie fue un rey indígena de Talamanca, en Costa Rica, perteneciente a la etnia bribri.

## Biografía
Era pariente cercano del rey Santiago Mayas, pero respaldó a otro primo suyo, Lapis, en su fallido intento de derrocar a ese monarca. Posteriormente, participó en la conspiración que dio como resultado el asesinato de Santiago Mayas en enero de 1872. Al ascender al poder el rey Birche, Forbes fue proclamado como segundo jefe de los indígenas de Talamanca.
En septiembre de 1874, después de que el gobierno de Costa Rica suspendiese al rey Birche, Forbes se convirtió en jefe político de Talamanca y rey de los indígenas de la región. Algunos años más tarde, las discordias entre él y Birche provocaron disturbios en Talamanca y la intervención militar de Costa Rica, cuyas autoridades respaldaron a Forbes. Sin embargo, en mayo de 1880 el monarca cometió un asesinato y se declarío en rebeldía. Una segunda intervención militar de Costa Rica hizo que este huyese a Térraba atravesando la cordillera de Talamanca y que fuese destituido como jefe político por las autoridades de Limón. Le sucedió su sobrino Antonio Saldaña, quien fue el último rey de Talamanca. 
- Datos: Q6167628